# 西阿拉巴馬大學
西阿拉巴馬大學（University of West Alabama，縮寫UWA）是一所位于美国阿拉巴馬州利文斯頓的州立大學。該大學創立於1835年，當時稱利文斯頓女子學院（Livingston Female Academy）， 1839年正式開學。在多次更名之後，1967年成為大學，稱利文斯頓大學（Livingston University），1995年改現名。2015年《美國新聞與世界報道》未將其列入排名。

## 外部連結
- Official website （页面存档备份，存于）
- Official Athletics website （页面存档备份，存于）

32°35′24″N 88°11′10″W / 32.590°N 88.186°W